# Robustagramma brasilense
Robustagramma brasilense är en tvåvingeart som beskrevs av Marshall och Xiaolong Cui 2005. Robustagramma brasilense ingår i släktet Robustagramma och familjen hoppflugor. Inga underarter finns listade i Catalogue of Life.